# Cimarga (Cimarga)
Cimarga is een bestuurslaag in het regentschap Lebak van de provincie Banten, Indonesië. Cimarga telt 3804 inwoners (volkstelling 2010).